# فيرنر كريستي
فيرنر كريستي (بالنرويجية البوكمول: Werner Christie)‏ هو طبيب وسياسي نرويجي، ولد في 26 أبريل 1949 في النرويج. حزبياً، نشط في حزب العمال. وقد انتخب Minister of Health and Care Services ‏ (4 سبتمبر 1992 – 22 ديسمبر 1995).